# Alpova pseudostipitatus
Alpova pseudostipitatus är en svampart som beskrevs av Calonge & Siquier 2000. Alpova pseudostipitatus ingår i släktet Alpova och familjen Paxillaceae.   Inga underarter finns listade i Catalogue of Life.